# Femmy Otten
Pour les articles homonymes, voir Otten.
Femmy Otten, née en novembre 1981 à Amsterdam, est une sculptrice, peintre, dessinatrice et performeuse néerlandaise.

## Biographie
Femmy Otten reçoit sa formation à l'Académie Gerrit Rietveld (formation préliminaire, 1998-1999), à l'Académie royale des arts visuels de La Haye (1999-2004), à l'Institut supérieur des beaux-arts de Gand (2009/2010) et à la Rijksakademie van Beeldende arts (2010-2012) à Amsterdam et à l'Atelier Holsboer à Paris (2013).
Elle expose régulièrement aux Pays-Bas et en Belgique depuis 2003. Son travail, qu'il soit issu de commandes ou non, fait partie des collections de divers musées néerlandais tels que le Museum Voorlinden et le Fries Museum (nl).
En 2008, elle participe à Sterren op het Doek (nl), où elle exécute le portrait de l'ancien footballeur Guus Hiddink. En 2011 et 2012, elle travaille sur l'œuvre sans titre pour le cimetière De Nieuwe Ooster (nl). En 2013, elle remporte le prix Volkskrant des arts visuels avec l'argument Zij bedrijft de liefde met haar materiaal (« Elle fait l'amour avec son matériel »). En 2014, elle est autorisée à portraiturer le roi Willem Alexander des Pays-Bas. En 2017, elle expose à la Ketelfactory à Schiedam et la sculpture And life is over there'' est créée pour La Haye et placée sur le Kalvermarkt (nl).
Pour la triennale Beaufort 2024, Moeder (« Mère »), une statue en marbre blanc représentant une femme enceinte tenant en équilibre toutes sortes de parties du corps sur un pied est placée dans un bassin d'eau devant le Kursaal d'Ostende.

Femmy Otten
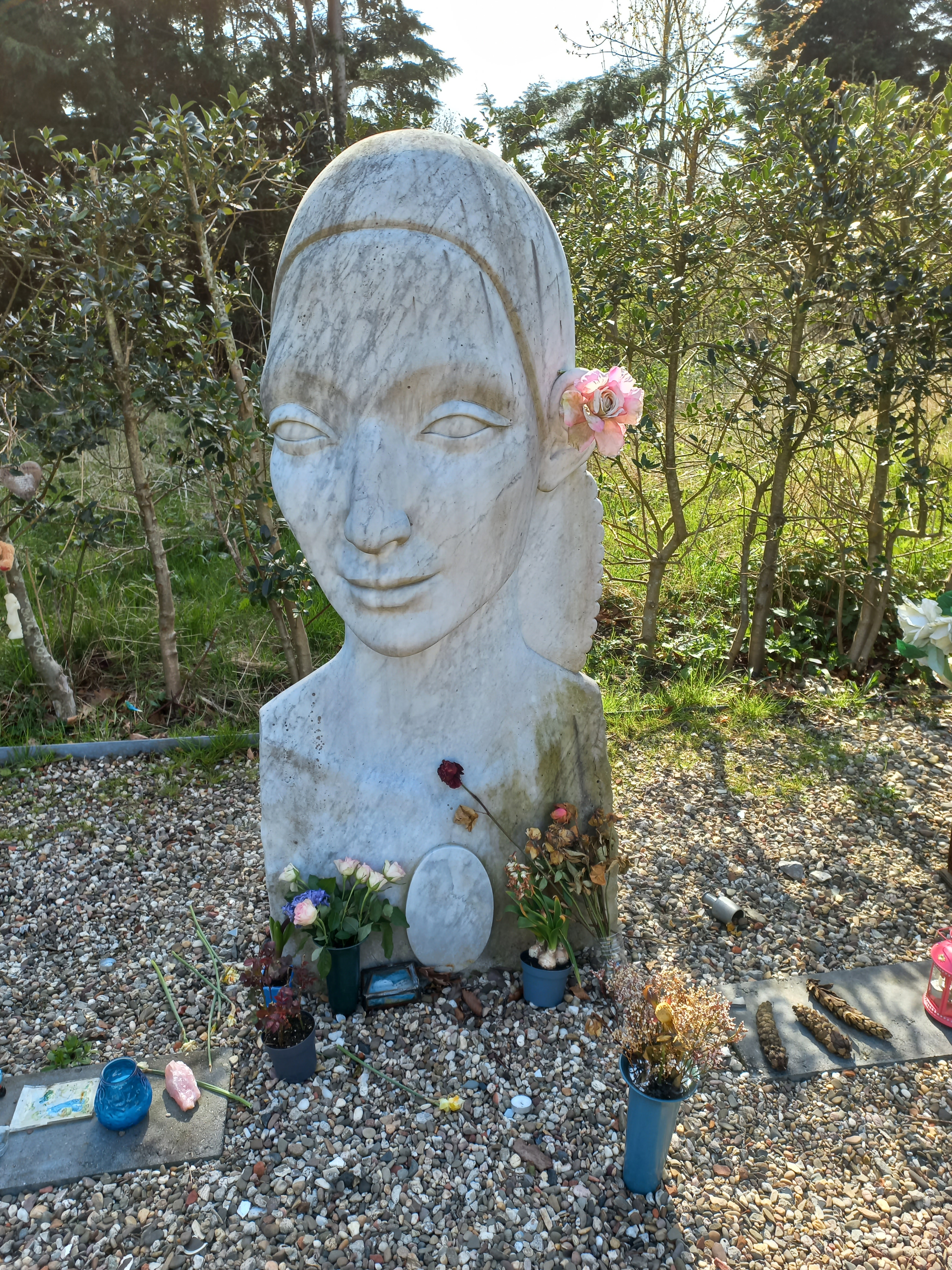
De Nieuwe Ooster (photo de 2022).
And Life Is Over There, 2017, Kalvermarkt (nl), La Haye.
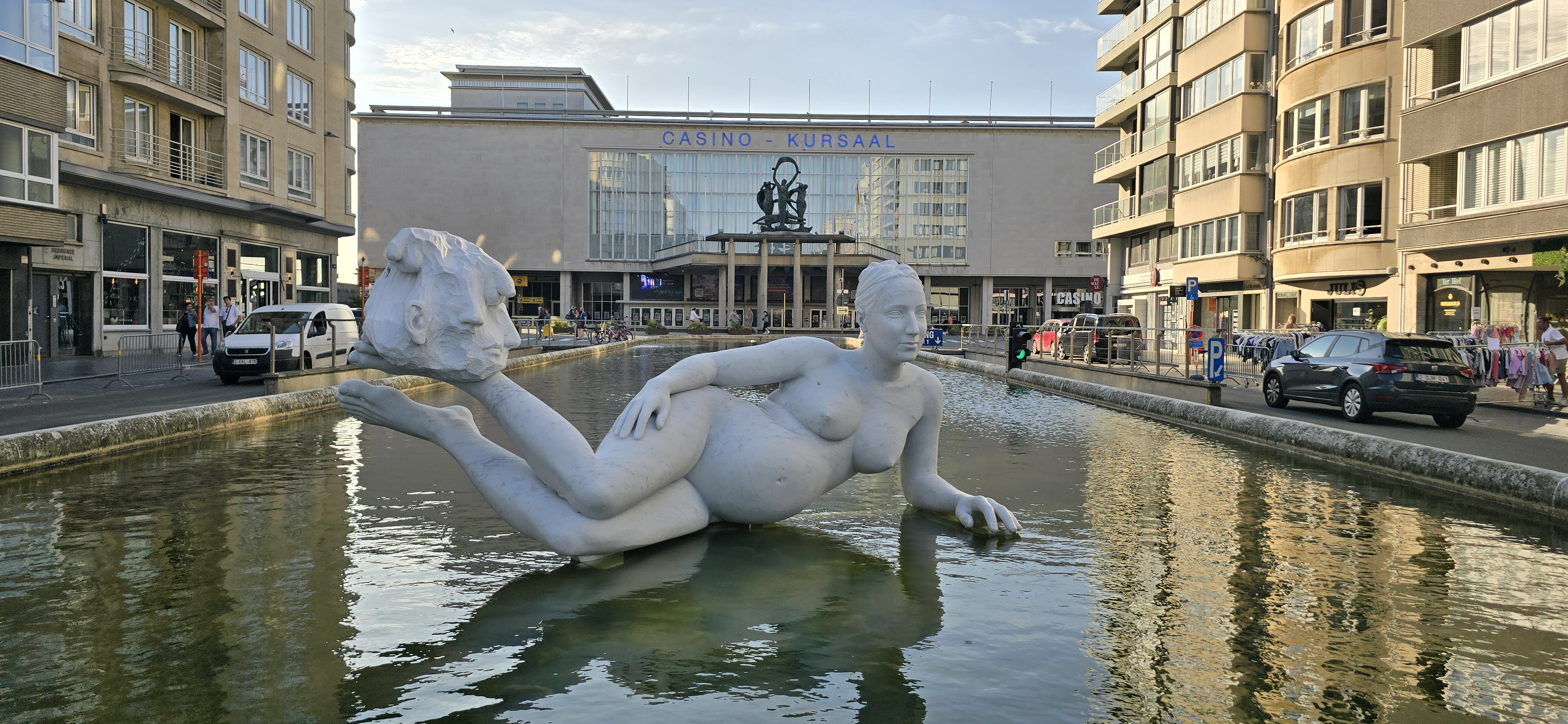
Moeder (détail), marbre (Ostende, Beaufort 2024).

## Sources
- Sarah van Binsbergen, « ‘We missen beelden waarin vulva’s en penissen worden genormaliseerd. We moeten gewoon bloot durven zijn’ » [« Nous manquons d'images dans lesquelles les vulves et les pénis sont normalisés. Il faut juste oser être nu »], sur volkskrant.nl, de Volkskrant, 24 février 2023 (consulté le 27 mars 2023)
- Lorianne van Gelder, « Kunstenaar Femmy Otten over haar solotentoonstelling: ‘Ik wil vrouwen hun vlees teruggeven’ » [« L'artiste Femmy Otten à propos de son exposition personnelle : « Je veux redonner aux femmes leur chair » »], sur parool.nl, Het Parool, 27 mars 2023 (consulté le 27 mars 2023)
- « Femmy Otten » (consulté le 28 mars 2023).
- Koninklijk Huis (consulté le 28 mars  2023)